# Katharina Heberlein
Katharina Heberlein (20. Dezember 1868 in Dresden – nach 1902) war eine deutsche Theaterschauspielerin.

## Leben
Heberlein wurde bei Oberregisseur Albrecht Marcks für die Bühne ausgebildet. Sie debütierte am 18. April 1885 als „Jolanthe“ in König Renés Tochter. Dieser Auftritt brachte ihr einen Dreijahresvertrag zum 1. Januar 1886 am Dresdner Hoftheater. Anfangs wurde sie nur in Nebenrollen besetzt, aber sie zeigte ihr Talent und ihre Erfolge wurden größer.
In Dresden spielte sie „Jessica“, „Hanna“ (Deborah), „Laura“ (Karlsschüler), „Kreusa“ (Medea), „Maria“ (Erbförster), „Helene“ (Zriny), „Cordelia“ (König Lear), „Bertha“ (Wilhelm Tell), „Lyciska“ (Der Fechter von Ravenna), „Jane Eyre“ (Waise von Lowood), „Maria“ (Clavigo), „Luise“ (Ranzau) und „Gertrud“ (Graf Waldemar). Auf Gastspielen mit ihren Kollegen „Königin Anna“ (Ein Glas Wasser) und „Luise“ (Kabale und Liebe) nebst anderen Rollen.
Trotz ihrer Anerkennung in Dresden wurde sie zum 15. August 1889 am Hoftheater Hannover unter Vertrag genommen. Dort blieb sie bis mindestens 1902.
In Hannover spielte sie unter anderem als „Gretchen“, „Klärchen“, „Emilia Galotti“ und „Thekla“.